# Marcel Balkestein
Marcel Balkestein (Geldrop, 29 januari 1981) is een Nederlands voormalig hockeyer die speelde als verdediger.
Balkestein begon zijn hockeycarrière bij Hockey Heeze. Hij werd met Oranje Zwart in 2005, 2014, 2015 en 2016 Nederlands landskampioen. Tevens won hij in 2015 de Euro Hockey League. Balkestein won zilver met het Nederlands elftal tijdens de Olympische Spelen van 2012. In 2014 won hij wederom zilver, nu op het WK in Den Haag. Direct na het WK stopte Balkestein als international van het Nederlands elftal. Balkestein speelde 108 interlands.
Balkestein beëindigde zijn carrière noodgedwongen door een liesblessure in april 2016, speelde nog even mee op 1 mei in de play-offwedstrijd tegen HGC maar kwam verder tijdens de play-offs niet meer in actie. Drie maanden later kwam hij op die beslissing terug toen hij zich bij Crefelder HTC aansloot. In 2017 stopte hij definitief met hockeyen.
Sander Baart · 
Billy Bakker · 
Marcel Balkestein · 
Floris Evers · 
Rogier Hofman · 
Robert van der Horst · 
Tim Jenniskens · 
Wouter Jolie · 
Robbert Kemperman · 
Teun de Nooijer · 
Jaap Stockmann · 
Valentin Verga · 
Klaas Vermeulen · 
Bob de Voogd · 
Mink van der Weerden · 
Roderick Weusthof · 
Sander de Wijn ·
Coach: Paul van Ass